# Лі Но
Лі Мінхо (кор. 이민호, англ. Lee Minho, нар. 25 жовтня 1998, Кімпхо, Кьонгідо, Південна Корея), більш відомий за псевдонімом Ліно (кор. 리노, англ. Lee Know) — танцюрист південнокорейського гурту Stray Kids компанії JYP Entertainment. За даними Корейської асоціації музичних авторських прав (КОМСА) на його ім'я зареєстровано 17 композицій.

## Біографія
Лі Мінхо народився 25 жовтня 1998 року в Кімпхо, Кьонгідо, Південна Корея. Він є єдиною дитиною в родині. Ходив до дитячого садочка Montessori. Він був бойскаутом у Aram Scout та Cub Scout. Мінхо танцював з тих пір, як вчився в середній школі, він часто дивився танцювальні практики і пробував відтворити танцювальні рухи. Його вразило те як він міг рухати своїм тілом і це підштовхнуло Мінхо до більш глибшого вивчення танців. Він вступив до танцювальної академії і пізніше гастролював, будучи бек-танцівником.
Має трьох котів: Суні, Дуні та Дорі. Першого кота Мінхо побачив у ветеринарній клініці і за його словами після того як вони встановили зоровий контакт, він зрозумів, що це його кіт. Дуні, Мінхо забрав у знайомих, а Дорі з притулку для покинутих тварин. Окрім цього, в дитинстві мав двох собак на прізвисько Чхукпок (кор. «축복» — укр. «благословення») та Хенбок (кор. «행복» — укр. «щастя»), йоркширський тер'єр та мальтез.
Займався тхеквондо та хапкідо (в обох має другий дан), також має другий дан у бойових мистецтвах для тілоохоронців.
Закінчив Gimpo Jeil Technical High School.

## Кар'єра

### До дебюту
До свого дебюту у складі Stray Kids, Мінхо декілька разів проходив прослуховування, наприклад для CUBE Entertainment, тоді ж з'явився в епізоді NAT GEO people.
Певний час Мінхо був бек-танцівником у декількох виступах гурту BTS, таких як «Fire», «Not Today» та «Spring Day» і також виступив з ними у турі.
Мінхо отримав дзвінок від JYP Entertainment з пропозицією пройти прослуховування, у той час він вже працював танцівником і брав участь у танцювальних змаганнях. Після прослуховування він не отримав жодної відповіді. Так як довгий час від компанії не було ніяких звісток він зробив висновок, що не пройшов прослуховування і продовжив жити далі у своєму ритмі. І тільки через декілька років JYP Entertainment зв'язалися з Мінхо і йому запропонували приєднатись до компанії. З усіх учасників гурту, він був стажером/трейні найкоротший термін.
В серпні 2017 стало відомо, що JYP Entertainment спільно з Mnet готують нове реаліті-шоу, метою якого буде сформувати чоловічий гурт. Особливістю цього шоу було те, що з самого початку гурт був вже сформований і ціллю хлопців було дебютувати у складі 9 учасників.

### Дебют і подальша діяльність

#### 2017—2020 роки
Перед офіційним дебютом Stray Kids декілька учасників гурту обрали собі нові сценічні імена, включаючи і Мінхо. Він пояснив, що в індустрії є багато відомих людей, які мають таке ж ім'я, тому він обрав собі нове. Ліно (англ. Lee Know) на хангилі пишеться як 리노 і воно має співзвучність з його реальним ім'ям Лі Мінхо. Але також його сценічне ім'я звучить як Lee No (в перекладі з англ. No — ні, тобто відмова) через що здається, що він каже «ні» самому собі. Саме тому він обрав Lee Know (в перекладі з англ. know — знати), що означає що Ліно знає як себе, так і фанатів Stray Kids.
В Африці є дитина, яку Ліно підтримує вже достатньо довгий період часу через ЮНІСЕФ. Ще в середній школі він приєднався до цієї благодійної програми і підтримує фінансово дитину на ім'я Анас. На той момент Анас був ще маленьким, але після того як пішов до школи він написав листа Ліно зі словами подяки. Ліно сподівається якось запросити його на свій виступ, якщо з'явиться така можливість.
26 серпня 2018 року було опубліковано відео з хореографією трьох учасників Stray Kids: Ліно, Хьонджіна та Фелікса. У ньому кожен з учасників продемонстрував свій власний стиль у танцях. Відео вийшло у рамках проєкту SKZ-PLAYER.
Поставив власну хореографію до треку «DAWN(새벽)» (укр. «світанок»), відео до якого було опубліковано на YouTube каналі Stray Kids 9 вересня 2019 року у рамках SKZ-PLAYER.
З 24 листопада 2020 року разом з іншим учасником гурту є регулярним гостем Day6 Kiss The Radio (DeKiRa). На радіо є спеціальна рубрика «Виклик! SKZ», в якій вони зачитували різні історії по ролях, після чого шляхом голосування, присутніх працівників на ефірі, визначався переможець, а тому хто програв доводилося виконувати покарання, відео якого згодом завантажували на інстаграм канал радіо.

#### 2021 рік
Спільний трек та відео Бан Чана та Ліно «Drive» (укр. «їзда», «катання») був опублікований 3 липня 2021 року на YouTube каналі Stray Kids у рамках SKZ-PLAYER. Назва треку повністю розкриває всю тему лірики.
Ліно разом з Чону (NCT) приєдналися до Мінджу у якості нових ведучих Show! Music Core. Нове тріо ведучих вперше з'явилися в ефірі 14 серпня 2021.
12 та 19 серпня в ефір вийшло два епізоди шоу "City Angler" (укр. «міський рибалка», альтернативна назва The Fishermen and the City, укр. «рибалки і місто»), де Ліно разом з ДжеХьо (Block B), Ха Син Воном, Кім Усоком (UP10TION), Пак У Джином (AB6IX), Джуйоном (The Boyz) та Юнхо (Ateez) рибалили у парі з професійними рибаками. Команда Ліно зайняла перше місце, спіймавши 11 риб.
16 вересня італійський бренд Etro опублікував відео з хореографією від команди DanceRacha, Stray Kids, які рекламували кампанію Etro Earthbeat. DanceRacha, до складу якої входять Ліно, Хьонджін та Фелікс, — це перші айдоли K-pop, з якими співпрацювали Etro.
Ліно та Синмін знову стали регулярними гостями Kiss The Radio, яке змінило свою назву на BtoB Day6 Kiss The Radio (радіо ведучим якого став Мінхьок із гурту BtoB).
З 16 грудня став регулярним гостем другого сезону шоу Idol Dictation Contest разом з Лі Мі Джу (Lovelyz), Бумом, Чхве Є На (IZ*ONE), Інхеком (Super Junior), Раві (VIXX), Джей Джей та Лі Джин Хо.
31 грудня в соціальних мережах гурту з'явилося відео на композицію «#LoveSTAY», яка стала новорічним подарунком для фанатів. Відео містило нарізку кадрів зі знімання музичних кліпів, інших розважальних проєктів Stray Kids та безпосередньо відео із запису самої композиції в студії. У ліриці учасники звертаються до своїх шанувальників та висловлюють свою подяку за підтримку, яку вони від них отримують від початку дебюту і дотепер.

#### 2022 рік
Разом з Синміном з'явився в епізоді шоу I Can See Your Voice, в ефір випуск вийшов 5 березня (tvN, Mnet).

## Особиста діяльність
| Дата виходу | Назва                                                                                   | Прим.                          |
| ----------- | --------------------------------------------------------------------------------------- | ------------------------------ |
| 26/08/2018  | Lee Know X Hyunjin X Felix \| [Stray Kids: SKZ-PLAYER]                                  | [ 30 ]                         |
| 09/07/2019  | Lee Know «DAWN(새벽)» \| [Stray Kids: SKZ-PLAYER]                                       | [ 31 ]                         |
| 20/07/2020  | 찬스(CHANCE) «한 장 더» / 한 번 더 리플레이 «Ice Americano» \| [Stray Kids: SKZ-RECORD] | Результат роботи Two Kids Song |
| 03/07/2021  | Bang Chan, Lee Know «Drive» \| [Stray Kids: SKZ-PLAYER]                                 | [ 33 ]                         |
| 31/12/2021  | Stray Kids «#LoveSTAY»                                                                  | [ 34 ]                         |